# Mesotrichosiphum
Mesotrichosiphum är ett släkte av insekter. Mesotrichosiphum ingår i familjen långrörsbladlöss.
Kladogram enligt Catalogue of Life:
| Mesotrichosiphum | \| \| Mesotrichosiphum brevisetosum \| \| \| \| \| \| Mesotrichosiphum pentaiarticulatum \| \| \| \| \| \| Mesotrichosiphum uichancoi \| \| \| \| |
|                  | \| \| Mesotrichosiphum brevisetosum \| \| \| \| \| \| Mesotrichosiphum pentaiarticulatum \| \| \| \| \| \| Mesotrichosiphum uichancoi \| \| \| \| |
|                  | Mesotrichosiphum brevisetosum |
|                  | |
|                  | Mesotrichosiphum pentaiarticulatum |
|                  | |
|                  | Mesotrichosiphum uichancoi |
|                  | |